# Amauris meruensis
Amauris meruensis är en fjärilsart som beskrevs av Talbot 1940. Amauris meruensis ingår i släktet Amauris och familjen praktfjärilar. Inga underarter finns listade i Catalogue of Life.